# Breton léonard
Pour les articles homonymes, voir Léonard.
Le breton léonard est le dialecte du breton qui se parle dans le Léon, c'est-à-dire le nord-ouest du Finistère. Il se divise en de multiples parlers locaux, eux-mêmes traditionnellement regroupés en deux aires, à l’ouest le breton du Bas Léon, à l’est celui du Haut Léon.

## Dialectologie
Le Léon se trouve au cœur d'une zone dialectale qui s'étend grosso modo au nord ouest d'une ligne Pontrieux Châteaulin, le nord ouest de la Basse Bretagne, et ignore la métathèse fixée au XVe siècle nal < lan (v.g. banal « genêt » en léonard et trégorrois à côté de balan en cornouaillais et vannetais, ce qui correspond au gallois banadl et au cornique banadhel). Le léonard est qualifié de dialecte conservateur.
Les isoglosses dialectales montrent une influence du français, qui se diffuse depuis le sud est, plus ou moins profonde vers le Léon. Il y a ainsi un continuum linguistique dans toute la Bretagne bretonnante, et pas de frontières fixes dans l'espace ni dans le temps entre les différents dialectes du breton. À l'est, vers Morlaix, le léonard a parfois des ressemblances avec le trégorois, au sud, en s'approchant de l'Élorn, avec le cornouaillais, sans que de telles ressemblances ne suivent toujours une seule logique géographique. Cependant, par-dessus une rivière comme le Dossen qui sépare Léon et Trégor par exemple, les locuteurs savent parfaitement reconnaître, dans une conversation qui les réunit, à quel canton chacun appartient et quel dialecte il utilise.
Il en est de même entre deux cantons à l'intérieur du Léon, par exemple entre le parler de Taulé et celui de Plouénan. Les parlers du Bas Léon, à l'extrême ouest, se distinguent principalement de ceux du Haut Léon, à l'est du Léon, par la palatisation des gutturales devant les voyelles fermées. Ainsi « herbe » se dit geot en Bas Léon, yeot en Haut Léon. 
Le léonard est l'ensemble des caractéristiques communes à ces seuls parlers de ces deux aires. Il montre une relative plus grande homogénéité.

## Exemple comparatif
Français : « Je lui avais dit de venir. ».
Cornouaillais : « Lart ma daon dont. »
Trégorrois : « Laret moa d'ean don. »
Léonard : « Lavaret am eus d'ezan dont. »

## Un breton littéraire
Traditionnellement, le Léon est la « terre des prêtres ». Nombre des prêtres qui officiaient en Basse Bretagne puis une quantité impressionnante de missionnaires étaient formés au séminaire de Saint-Pol-de-Léon, capitale de l'évêché de Léon qui était, pour des raisons historiques particulières, une émanation directe de la Curie. Un grand nombre des ouvrages de religion y étaient composés, en léonard. Le léonard a ainsi pris un ascendant sur le breton littéraire (hors vannetais) à côté du trégorrois, qui a également une tradition écrite importante.
Ce fait a été accentué par les travaux de Jean-François Le Gonidec (1775-1838), "reizher ar brezhoneg" (le codificateur de la langue), qui basa ses études linguistiques, lexicographiques et sa réforme orthographique principalement sur le breton de sa région, et qui eurent un impact fort sur le breton littéraire, ceci jusqu'à nos jours.

## Morphologie du léonard
- La terminaison des verbes au présent de l’indicatif et de l’impératif 2e personne du pluriel est –it (là où ailleurs en Bretagne on dit –et)
- Par suite de la subsistance de v et du z intervocaliques, de nombreux verbes conservent une forme longue, là où l’on a des formes syncopées dans les autres parlers : lavarout (lâret hors du Léon), en devezo (en do), am bezo (am bo), a vezo (a vo), ankounac’haat (ankouaat, ankoueshaat)…
- Les infinitifs en -out sont généralement développés en -vezout. Ainsi : talvezout, falvezout contre talvout, fallout
- On utilise des formes anciennes du verbe être ez eus « il y a » et edo « se trouver » (au passé) là où elles ont été remplacées par d’autres formes (zo et e oa respectivement) dans la majorité des autres parlers.
- L’adjectif possessif 1re personne du singulier (mon, ma, mes en français) est souvent va (forme mutée de ma dans les autres dialectes)
- La terminaison 2e personne du sing. des prépositions « conjuguées » (voir plus loin) est souvent –ez en Léon (qui est une terminaison verbale à l’origine ; les autres dialectes utilisent en général –it pour ces prépositions)
- La terminaison 3e personne du pl. des prépositions conjuguées est –o en Léon (là où l’on a –e pour les autres dialectes).
- Les pluriels internes sont nombreux : azen « âne » > ezen, oan « agneau » > ein…

## Syntaxe du léonard
Le système des mutations est celui du breton classique ou littéraire (car ce dernier est surtout basé sur le breton du Léon à l’origine), on le trouve ainsi dans tous les livres d’apprentissage du breton.
- le possessif az est suivi parfois de la mutation adoucissante (au lieu de la durcissante en breton classique)
- les particules verbales sont rarement élidées
- devant les formes du verbe bezañ « être » et du verbe mont « aller » commençant par une voyelle, les particules verbales « a » et « e » prennent les formes « ay » et « ez » respectivement. 
  - Hennezh ay oa bras. Da va bro ez an.
- on utilise parfois les adjectifs possessifs comme pronoms personnels COD (c’est aussi le cas en vannetais, mais pas dans les autres dialectes); cet emploi est dominant devant le nom verbal («  infinitif »).
- le son c’h issu de la mutation de g est différent de celui issu de la mutation de k. Le premier est sonore et se prononce /ɣ/, le second est sourd: /χ/.

## Phonologie du léonard
- L’ancienne diphtongue écrite aujourd’hui <ao> se prononce /aw/ en Léon : ur paotr /'œr pawtr/.
- Les e accentués sont souvent diphtongués en /ea/ en Léon. Kêr /'kear/
- La diphtongue historique <we> devient /oa/ (deux syllabes) : koad /'koat/, bez’ ez oa /'bed ez 'oa/…
- Les /o/ sont fermés en /u/ devant les nasales et parfois devant l et r. Don /'du:n/, brezhoneg /bre'zunɛk/, dorn /'durn/…
- Les anciennes voyelles nasales écrites <añ> et < iñ >  sont dénasalisées en Léon, sauf parfois pour les prépositions conjuguées : diwezhañ /di'veːza/, gwerzhañ /gø'ɛrza/, mais gantañ, souvent /'gɑ͂ntɑ͂/.
- Le <w> précédant i ou e se prononce /v/. Ar wezenn /ar 'veːzɛn/
- Les « z léonards » (z issus de l’évolution d’un /ð/ historique) sont prononcés. Nevez /'neːvɛs/
- Les h étymologiques ne s’entendent jamais en Léon. Hadañ /'aːda/
- Le <c’h> est prononcé comme une rude fricative uvulaire sourde. C’hoari /'χwaːri/
- Les terminaisons pluriel <toù>, <doù> deviennent /ʃu/ et /ʒu/ respectivement. Pontoù /'pu͂ːʃu/, koadoù /'kwaːʒu/
- Les <z> et <zh> précédant un < i > se prononcent souvent /ʃ/. Gwrizienn /'griːʃɛn/
- En Haut-Léon, on observe une contamination vocalique dans certains mots : leveret (<lavaret), diskiñ (<deskiñ), livirit (<lavarit)
- De nombreux verbes montrent une métathèse dans leur nom verbal : dalc’h- > nom verbal derc’hel, taol- > nom verbal teurel…
- Les r sont généralement roulés.
- La suite <gwr> se prononce /gr/ en Léon. Gwreg /grɛk/